# مبادئ اليابان غير النووية الثلاثة

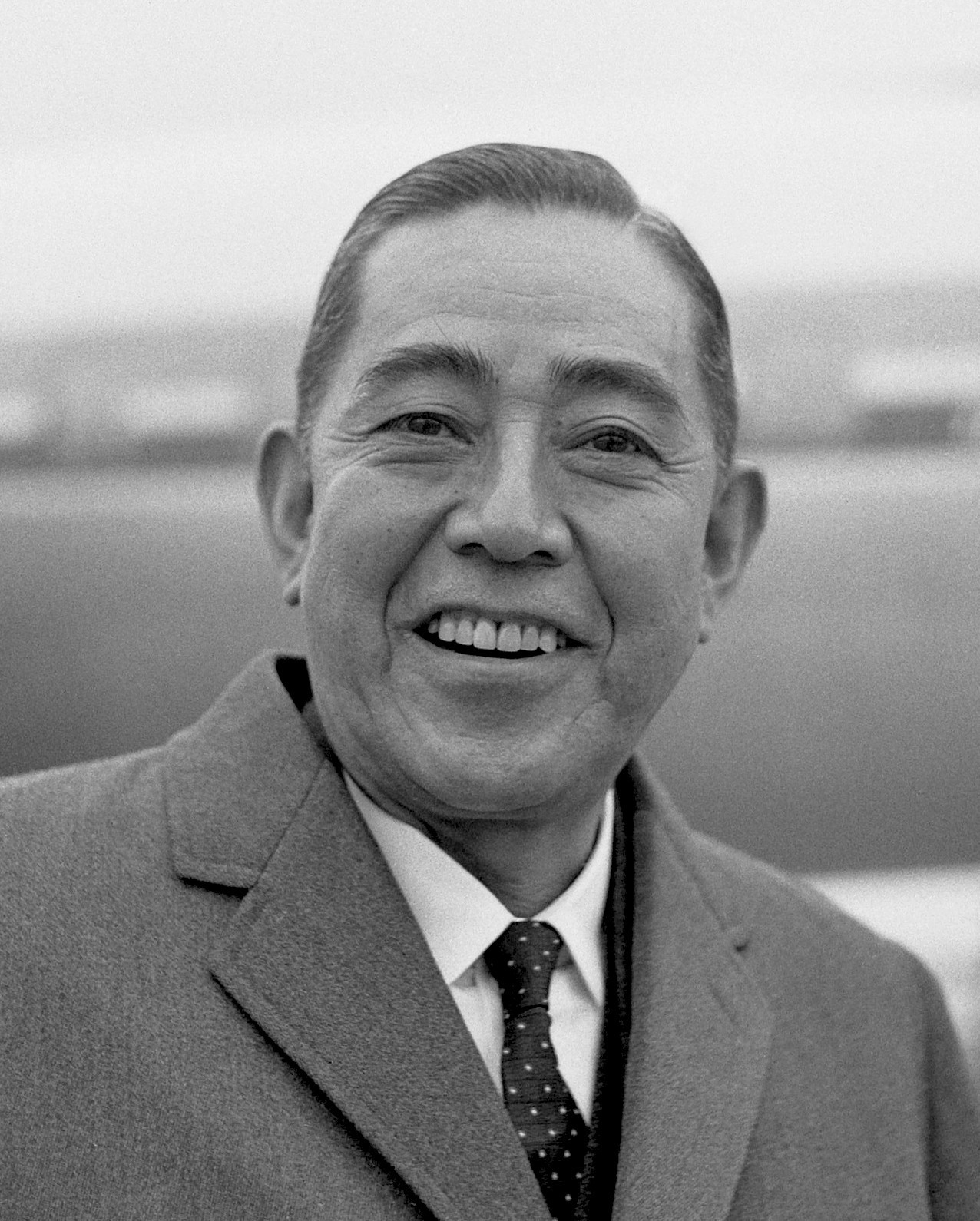

مبادئ اليابان غير النووية الثلاثة هي عبارة عن قرار برلماني (لم يتم تبنيه في القانون) والذي كان موجها للسياسة النووية اليابانية منذ بدايتها في أواخر الستينات ويعكس الشعور العام والسياسة الوطنية منذ نهاية الحرب العالمية الثانية. 
تنص المبادئ على أن اليابان لا تملك أو تمتلك أسلحة نووية ولا يسمح بإدخالها إلى الأراضي اليابانية. وقد أوجز رئيس الوزراء إيساكو ساتو المبادئ في خطاب أمام مجلس النواب في عام 1967 وسط مفاوضات بشأن عودة أوكيناوا من الولايات المتحدة.

## نظرة عامة
بعد القصف بالقنابل الذرية وهيروشيما ازدادت مشاعر الرأي العام الياباني معارضة شديدة لوجود الأسلحة النووية في التربة اليابانية أو حتى في المياه اليابانية.
خلال ولاية إيساكو ساتو الأولى كرئيس للوزراء أصبحت هذه المعارضة عقبة رئيسية أمام تعهد حملته لإنهاء الاحتلال الأمريكي لأوكيناوا وإعادة الجزيرة إلى السيطرة اليابانية. كان يعتقد أن الجيش الأمريكي يحتفظ بأسلحة نووية في الجزيرة على الرغم من أنه لم يؤكد أو ينكر مثل هذه الأسلحة وواجه ساتو معارضة لإعادة الشراء ما لم يتم إزالة الوجود النووي. كحل وسط قامت الولايات المتحدة بإحضار اليابان إلى معاهدة منع انتشار الأسلحة النووية في مقابل الحصول على أوكيناوا الخاضعة لسيطرة اليابان.
في السنوات التي سبقت هذا الاتفاق اضطر «ساتو» لإرضاء مخاوف الجمهور من أن إدارته قد تفضل استخدام برنامج الأسلحة النووية.
لهذه الغاية قدم المبادئ الثلاثة غير النووية في 11 ديسمبر 1967 إلى البرلمان غير أن ساتو كان قلقا من أن هذه المبادئ قد تنتج ضبطا كبيرا على دفاع اليابان ولتقليل تأثيرها التقييدي على الجيش وفي خطاب ألقاه في فبراير وضع المبادئ ضمن الإطار الأوسع لسياسته النووية ذات الأربع أركان. وكانت الدعائم في تقليد الركائز الثلاث لمعاهدة عدم الانتشار وهي:
- تعزيز الاستخدام السلمي للطاقة النووية.
- العمل من أجل نزع السلاح النووي العالمي.
- الاعتماد على الرادع النووي الأمريكي الممتد.
- دعم المبادئ الثلاثة غير النووية.

تركت الأركان الأربعة مجالًا لتغيير السياسة في المستقبل داعية اليابان إلى الالتزام بالمبادئ «في ظل الظروف التي يضمن فيها الأمن القومي الياباني السياسات الثلاثة الأخرى».